# カウントダウンZERO
『カウントダウンZERO』（かうんとだうんゼロ、原題: Countdown to Zero）は、2010年のアメリカ合衆国のドキュメンタリー映画。

## 概要
ジョン・F・ケネディが1961年に国連で行った演説、「地球のすべての住人は、いずれこの星が居住に適さなくなってしまう可能性に思いを馳せるべきであろう。老若男女あらゆる人が、核というダモクレスの剣の下で暮らしている。世にもか細い糸で吊るされたその剣は、事故か誤算か狂気により、いつ切れても不思議はないのだ。」をメインテーマにし、今世界にある約23,000の核兵器により、世界がいかに危険にさらされているのかを扱ったドキュメンタリー映画。
各国の元首相及び大統領経験者や、専門家にインタビューをし、冷戦構造崩壊により核兵器の危険がより身近になった事、核兵器廃絶が何故必要なのか、そして廃絶するにはどうすればよいのかを詳しく解説している。

## キャスト
- バラク・オバマ
- ジミー・カーター
- トニー・ブレア
- パルヴェーズ・ムシャラフ
- ミハイル・ゴルバチョフ

## 備考
日本では当初、2011年4月16日からの上映を予定していたが、東北地方太平洋沖地震による災害状況を考慮して、上映延期すると発表した。

## 注・出典
1. ↑  “Countdown to Zero (2010)”. Box Office Mojo.  Internet Movie Database. 2011年9月3日閲覧。
2. ↑  “核兵器描いた映画「カウントダウンZERO」公開延期”. MSN産経ニュース. (2011年3月16日) 2011年4月14日閲覧。
3. ↑  “「カウントダウンZERO」公開延期に関するお知らせ”. 映画「カウントダウンZERO」公式サイト. (2011年3月16日) 2011年4月14日閲覧。